# Francisco Royano Fernández
Francisco Royano Fernández († Madrid, 1973) fou un dirigent anarcosindicalista espanyol.
De 1941 a 1944 fou secretari general del Comitè Regional Andalús de la CNT amb seu a Sevilla, i el 1944-1945 formà part del Comitè Nacional de la CNT presidits per Manuel Amil Barciá i Sigfrido Catalá Tineo. Fou detingut per la Brigada Político-Social el març de 1945 quan anava al Congrés de París.
A finals de 1962 fou nomenat delegat a Madrid del Comitè Nacional de la CNT i quan Cipriano Damiano González ha de fugir de la policia l'abril de 1965 és nomenat Secretari General de la CNT. Després de ser rebut a l'exili per Germinal Esgleas Jaume i de mantenir contactes amb dirigents del Sindicat Vertical franquista, entre juny i juliol de 1965 fou un dels signants del Manifest dels Cinc Punts. Va mantenir-se com a secretari de la CNT fins al 1968. El 1970 fou nomenat vocal del metall del Sindicat Vertical i abandonà la CNT.